# Czumacy

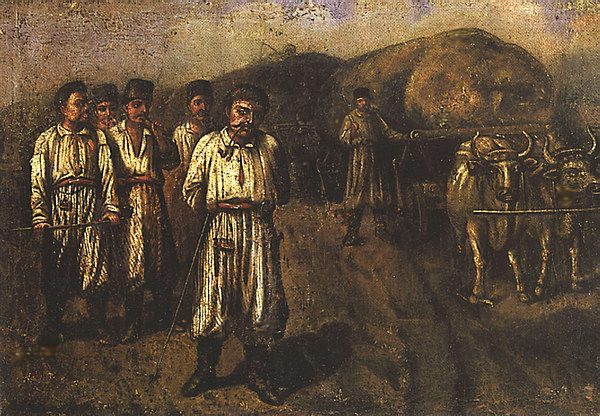
Czumacy

Czumacy – ruscy chłopi parający się przewożeniem towarów (gł. soli i ryb) (czumactwem) wozami zaprzężonymi w woły. Czumacy wytworzyli swoistą subkulturę środowiskową, zobrazowaną w pieśniach czumackich oraz utworach literackich, takich jak np. Czumacy I.Karpenki-Karego i Na kryłach pisni Kociubyńskiego.